# E-novine
E-novine, srbijanski elektronski medijski portal koji je djelovao od 2007. do 2016. godine. 

## Povijest
E-novine su osnovane u studenom 2007. godine. Prvi glavni i odgovorni urednik je bio Srđan Kusovac. Dana 30. svibnja 2008. na mjesto glavnog i odgovornog urednika dolazi Petar Luković, koji okuplja novu ekipu i u potpunosti mijenja uređivačku politiku. U odnosu na prethodni period, u periodu od lipnja do kraja 2008. godine zabilježen je rast posjećenosti portala. Više od polovine posjeta je ostvareno izvan Srbije, prije svega iz zemalja regiona.
Sredinom 2009. godine, zbog pritiska srbijanskih vlasti, došlo je do ozbiljne prijetnje da e-novine budu ugašene, ali su uz pomoć donacija čitalaca ipak nastavile s radom. Početkom 2010. ponovo je došlo do krize u radu e-novina zbog pritiska koji vlast vrši preko oglašivača, nakon čega je redakcija ponovo uputila otvoreni apel čitaocima. Petar Luković smatra da samo mediji poslušni predsjedniku Srbije Borisu Tadiću dobivaju novac. On također naglašava da su e-novine kritičko glasilo, da hoće da budu potpuno neovisni i da imaju kritičan odnos prema svakoj vlasti.
U veljači 2011. godine, reditelj Emir Kusturica podnio je tužbu protiv portala e-novine zbog objave teksta pod nazivom "Novogodišnja bajka za ubice", u kom se dovodi u vezu s Veselinom Vukotićem, osuđenim ubojicom, koga Crna Gora potražuje od Srbije. Kusturica je e-novine tužio zbog povrede ugleda i časti, i za nanešenu duševnu bol tražio odštetu u iznosu od 20.000 eura.
E-novine su s radom prestale 22. srpnja 2016. godine.

## Politika uređivanja
Portal je obrađivao teme iz politike, društva, kulture, ekonomije, športa i zabave. E-novine su se služile naročitom subjektivnom formom izvještavanja, nazvanom gonzo novinarstvo, koje karakterizira obilata uporaba citata, sarkazma, humora, pa čak i psovki. Nisu pretendirale na objektivno i sveobuhvatno novinarstvo, nego na poglavito objavljivanje članaka od značaja za kritičko promišljanje društva i politike u Srbiji i regionu.
Posebna se pažnja posvećivala ratnim zločinima i kritiziranju uloge srpskih medija u ratovima u svezi s raspadom SFRJ. Dobar dio tekstova je činila oštra politička satira, a najčešća meta su bili političari i stranke na vlasti u zemljama regije.

## Kritike
Zbog svoje uređivačke politike, e-novine su bile na udaru kritike srpskih nacionalističkih i drugih autora.
Kritičari smatraju da je nepriznavanje objektivnosti i glasa druge strane pokazalo da uredništvo e-novina shvaća slobodu tiska u smislu "nema slobode za neprijatelja slobode". Oni naglašavaju da su e-novine koristile "zavodljivi humor kao političko sredstvo u obračunu sa nepoželjnim neistomišljenicima". Daljnja kritika dolazi otud što nisu dopuštali govor mržnje koji dolazi od desnice, ali su navodno dopuštali govor mržnje s ljevice.
Neki autori su optuživali e-novine zbog "vulgarnosti", "prostačkih uvreda" i neprofesionalnosti, ocjenjujući da su one u službi srbijanske Liberalno-demokratske partije (LDP), koja je uglavnom ostajala pošteđena njihovih kritika. S druge strane, sama LDP optuživala ih je za izgubljene izbore na Voždovcu, u Beogradu.

## Glavni urednici
| #  | Ime i prezime | Mandat započeo | Mandat završen | Napomene |
| -- | ------------- | -------------- | -------------- | -------- |
| 1. | Srđan Kusovac | 2007.          | 2008.          |          |
| 2. | Petar Luković | 2008.          | 2019.          |          |

## Vanjske poveznice
- www.e-novine.com  Arhivirana inačica izvorne stranice od 1. ožujka 2021. (Wayback Machine)